# Escó
Escó ist ein spanischer Ort in den Pyrenäen in der Provinz Saragossa der Autonomen Gemeinschaft Aragonien. Escó gehört zur Gemeinde Sigüés. In dem Dorf auf 580 Meter Höhe leben seit den 1960er Jahren keine Einwohner mehr, die letzten mussten dem Bau der Yesa-Talsperre weichen.

## Weblinks

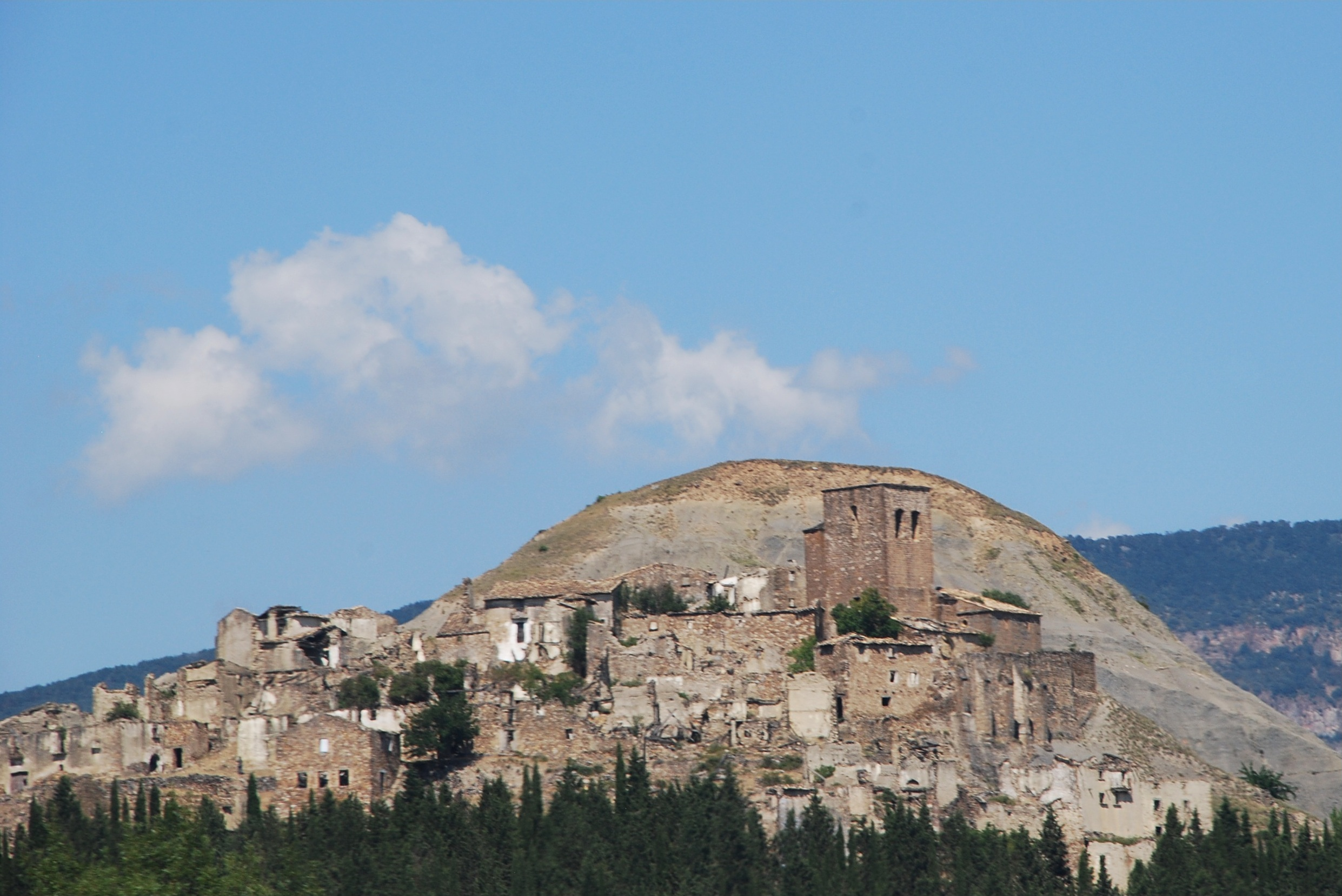
Escó